# Tillandsia flagellata
Tillandsia flagellata är en gräsväxtart som beskrevs av Lyman Bradford Smith. Tillandsia flagellata ingår i släktet Tillandsia och familjen Bromeliaceae. Inga underarter finns listade i Catalogue of Life.